# Basketettan för herrar 2012/2013
Basketettan 2012/2013 var den näst högsta serien i basket i Sverige för säsongen 2012/2013 och bestod av 24 lag uppdelade i två serier. Inget lag flyttades emellertid upp i den högsta serien i basket. Men däremot flyttades lag ner till lägre divisioner.

## Tabeller
Tabellerna uppdaterade med matcher spelade till och med den 3 februari 2013.
Lag 1 i varje serie: Kvalificerade för semifinal

Lag 2-3 i varje serie: Kvalificerade för kvartsfinal

Lag 10 i Norra: Kvalificerade för kvalspel

Lag 10-11 i Södra: Kvalificerade för kvalspel

Lag 11-12 i Norra: Nedflyttade

Lag 12 i Södra: Nedflyttade
|     | Basketettan Norra | SM | V  | F  | GM   | IM   | MS   | P  |
| --- | ----------------- | -- | -- | -- | ---- | ---- | ---- | -- |
| 1.  | Täby Basket       | 22 | 18 | 4  | 1868 | 1484 | +384 | 36 |
|     |                   |    |    |    |      |      |      |    |
| 2.  | Akropol Basket    | 22 | 18 | 4  | 1811 | 1565 | +246 | 36 |
| 3.  | LF Future         | 22 | 17 | 5  | 1752 | 1625 | +127 | 34 |
|     |                   |    |    |    |      |      |      |    |
| 4.  | KFUM Blackeberg   | 22 | 14 | 8  | 1667 | 1653 | +14  | 28 |
| 5.  | KFUM Umeå B       | 22 | 13 | 9  | 1659 | 1543 | +116 | 26 |
| 6.  | Orongo Dragons    | 22 | 11 | 11 | 1639 | 1662 | –23  | 22 |
| 7.  | Solna Branten     | 22 | 10 | 12 | 1534 | 1532 | +2   | 20 |
| 8.  | Alvik Basket      | 22 | 10 | 12 | 1659 | 1692 | –33  | 20 |
| 9.  | BG Fryshuset      | 22 | 9  | 13 | 1638 | 1657 | –19  | 18 |
|     |                   |    |    |    |      |      |      |    |
| 10. | KFUM Uppsala      | 22 | 8  | 14 | 1589 | 1797 | –208 | 16 |
|     |                   |    |    |    |      |      |      |    |
| 11. | BG Luleå          | 22 | 3  | 19 | 1512 | 1809 | –297 | 6  |
| 12. | Järva Devils      | 22 | 1  | 21 | 1468 | 1777 | –309 | 2  |

|     | Basketettan Södra | SM | V  | F  | GM   | IM   | MS   | P  |
| --- | ----------------- | -- | -- | -- | ---- | ---- | ---- | -- |
| 1.  | Brahe Basket      | 22 | 16 | 6  | 1681 | 1529 | +152 | 32 |
|     |                   |    |    |    |      |      |      |    |
| 2.  | Eos               | 22 | 16 | 6  | 1898 | 1702 | +196 | 32 |
| 3.  | Borås Basket      | 22 | 16 | 6  | 1821 | 1614 | +207 | 32 |
|     |                   |    |    |    |      |      |      |    |
| 4.  | Malbas            | 22 | 13 | 9  | 1683 | 1520 | +163 | 26 |
| 5.  | Järfälla Basket   | 22 | 13 | 9  | 1688 | 1675 | +13  | 26 |
| 6.  | KFUM Haga Haninge | 22 | 11 | 11 | 1853 | 1707 | +146 | 22 |
| 7.  | Tälje Knights     | 22 | 11 | 11 | 1587 | 1586 | +1   | 22 |
| 8.  | Höganäs Basket    | 22 | 11 | 11 | 1738 | 1771 | –33  | 22 |
| 9.  | Eskilstuna Basket | 22 | 9  | 13 | 1529 | 1577 | –48  | 18 |
|     |                   |    |    |    |      |      |      |    |
| 10. | Högsbo Basket     | 22 | 9  | 13 | 1680 | 1632 | –48  | 18 |
| 11. | Helsingborgs BBK  | 22 | 6  | 16 | 1585 | 1617 | –32  | 12 |
|     |                   |    |    |    |      |      |      |    |
| 12. | Sanda BBK         | 22 | 1  | 21 | 1240 | 2053 | –813 | 2  |

## Slutspel

### Kvartsfinal
| Match                               | Resultat |
| ----------------------------------- | -------- |
| Borås Basket–Akropol Basket 188–170 |          |
| Borås–Akropol                       | 99–97    |
| Akropol–Borås                       | 73–89    |
| LF Future–Eos 142–146               |          |
| LF Future–Eos                       | 76–71    |
| Eos–LF Future                       | 75–66    |

### Semifinal
| Match                     | Resultat |
| ------------------------- | -------- |
| Brahe Basket–Borås Basket | 81–69    |
| Täby Basket–Eos           | 104–92   |

### Bronsmatch
| Match            | Resultat |
| ---------------- | -------- |
| Eos–Borås Basket | 88–98    |

### Final
| Match                    | Resultat |
| ------------------------ | -------- |
| Täby Basket–Brahe Basket | 110–80   |

## Kvalspel
|    | Grupp A          | SM | V | F | GM  | IM  | MS  | P |
| -- | ---------------- | -- | - | - | --- | --- | --- | - |
| 1. | Helsingborgs BBK | 5  | 4 | 1 | 370 | 344 | +26 | 8 |
| 2. | KFUM Uppsala     | 5  | 3 | 2 | 377 | 354 | +23 | 6 |
|    |                  |    |   |   |     |     |     |   |
| 3. | Sigtuna BBK      | 6  | 3 | 3 | 459 | 449 | +10 | 6 |
| 4. | KFUM Göteborg    | 6  | 1 | 5 | 392 | 451 | –59 | 2 |

|    | Grupp B           | SM | V | F | GM  | IM  | MS  | P |
| -- | ----------------- | -- | - | - | --- | --- | --- | - |
| 1. | Trelleborg Basket | 4  | 3 | 1 | 322 | 308 | +14 | 6 |
| 2. | Polisen Basket    | 4  | 2 | 2 | 289 | 338 | –49 | 4 |
|    |                   |    |   |   |     |     |     |   |
| 3. | Högsbo Basket     | 4  | 1 | 3 | 336 | 301 | –35 | 2 |